# Char Fiat M13/40
 (août 2018).
Le char Fiat-Ansaldo M13/40 était un char moyen italien, conçu afin de remplacer le Fiat L3, le Fiat L6/40 et le Fiat M11/39 dans l'Armée italienne au commencement de la Seconde Guerre mondiale. Il reposait sur un châssis modifié issu du Fiat M11/39 plus ancien. La production du M11/39 fut ainsi stoppée afin de lancer celle du M13/40. Bien que conçu comme un char moyen, le M13/40 était plus près à l'époque des standards d'un char léger en termes de blindage, mais pas en ce qui concerne sa puissance de feu. On comprend ainsi sa dénomination : « M » pour Medio (« moyen »), 13 pour son poids en tonnes (poids prévu initialement lors du lancement de la production) et 40 pour son année d'adoption (1940).

## Caractéristiques
Le M13 était construit au moyen de plaques d'acier rivetées d'épaisseur variable, selon la répartition suivante : 30 mm à l'avant (comme pour le M11), 42 mm à l'avant de la tourelle (30 mm pour le M11), 25 mm sur les côtés (le M11 n'avait qu'un blindage de 15 mm), seulement 6 mm sous la caisse (ce qui le rendait très vulnérable aux mines) et 15 mm sur le dessus de la caisse. L'équipage était embarqué dans le compartiment de combat à l'avant, le moteur à l'arrière et la transmission à l'avant de la caisse. Le compartiment de combat accueillait quatre hommes, le pilote et le mitrailleur / radio dans la caisse, le tireur et le chef de char dans la tourelle.
Le train de roulement, inspiré de celui du Vickers, avait deux bogies avec chacun deux paires de petites roues de chaque côté de l'axe de la chenille, soit huit galets de roulement au contact du sol, utilisant des ressorts à lames. L'entraînement se faisait par un barbotin denté à l'avant, une roue tendeuse se trouvant à l'arrière. Les chenilles étaient constituées d'un classique squelette constitué de segments de plaques d'acier, relativement peu larges. Ce système était censé allouer au M13/40 une bonne mobilité dans les zones montagneuses, où les combats futurs devaient se dérouler. En réalité, les M13 n'ont principalement vu le combat que dans le désert, où du coup leur mobilité s'en trouvait réduite. Le char était propulsé par un moteur Diesel Fiat SPA de 125 ch. Il s'agissait alors d'une innovation, qui restait encore à intégrer à la conception des chars de combat de nombreux pays. Les moteurs Diesel représentaient en effet l'avenir de la motorisation des chars, moins coûteux, permettant une plus grande autonomie, et minimisant les risques d'incendie par rapport aux moteurs à essence.
L'armement principal du M13 était un canon de 47 mm. Il pouvait percer un blindage de 45 mm à 500 m. Cela suffisait pour vaincre les chars britanniques qu'il allait rencontrer au cours des combats. À l'époque, la plupart des Panzers allemands n'avaient qu'un canon de 37 mm, ce qui apportait comparativement au char italien une plus grande puissance de feu. Le char embarquait jusqu'à 104 obus perforants. Le M13 avait aussi trois ou quatre mitrailleuses : une coaxiale, deux frontales montées sur balles, ainsi qu'une quatrième éventuellement disposée sur un affut de tourelle pour la défense antiaérienne. Deux périscopes, un pour le tireur, un pour le chef de char, ainsi qu'une radio faisaient également partie de l'équipement de base théorique du char.
La série du M13/40 a été la plus produite en Italie durant la guerre, si l'on inclut les variantes comme le M14/41, avec plus de 3 000 unités construites.

## Engagements

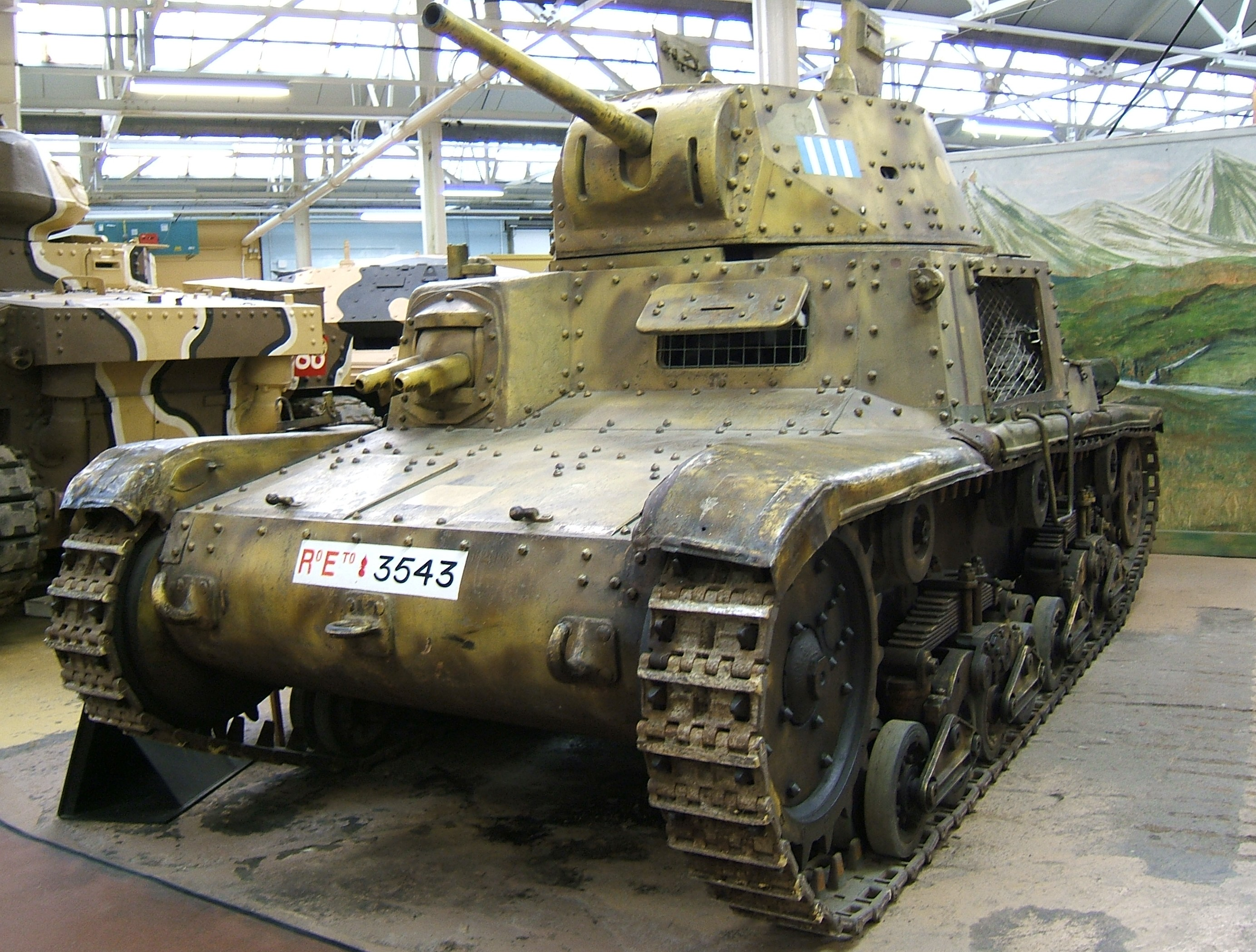
Un M13/40 au musée des blindés de Bovington.

Le M13/40 fut utilisé durant la campagne des Balkans en 1941 et pendant la Guerre du désert. Il n'a pas connu le Front de l'Est où les forces italiennes ne disposaient que de Fiat L6/40 et de Semovente L.40 47/32. Début 1942, l'Armée italienne dut admettre le manque de puissance de feu du M13/40 et passa au Semovente 75/18 pour l'ossature de ses bataillons de chars.

### Premiers engagements
Les premiers des quelque 700 M13/40 construits furent produits à un rythme de l'ordre de 60 à 70 unités par mois, avant l'automne 1940. Ils furent envoyés en Afrique du Nord pour combattre les Britanniques. Leur premier engagement eut lieu au sein d'une unité spéciale, la brigade Babini. Arrivant trop tard pour prendre part à l'offensive de septembre, l'unité était prête en décembre 1940, lors de l'opération Compass menée par les forces du Commonwealth. Plus tard, à Derna, ce fut au tour du Ve bataillon, fraîchement arrivé, d'être engagé. Treize tanks du IIIe bataillon étaient également présents non loin, à Bardia. Durant les deux jours de combats (3 et 4 janvier 1941), les  Australiens perdirent 456 hommes, mais capturèrent 45 000 Italiens. Les 6 février et 7 février suivants, l'offensive britannique pénétra si profondément le dispositif italien que la brigade Babini dut tenter de créer une brèche dans les lignes anglaises pour permettre aux troupes italiennes de se replier le long de la côte libyenne. L'action de la brigade fut empreinte de bravoure mais demeura finalement vaine, et tous ses chars furent perdus lors des combats. Les six derniers chars du bataillon avaient pénétré un champ, près du poste de commandement avancé anglais. Ils furent tous détruits, l'un après l'autre, par un unique canon de 2 pdr (40 mm). De nombreux chars furent perdus durant cette campagne à cause de tirs d'artillerie, et ce plus fréquemment que lors de combats de chars. Nombre de M11 et M13 capturés furent réutilisés par les Australiens (notamment dans le 6th Australian Division Cavalry Regiment (en)) et par les Britanniques (6th battalion (en), Royal Tank Regiment), ce jusqu'au printemps 1941, lorsqu'il n'y eut plus de carburant disponible, moment où ils furent détruits. Les pertes italiennes durant la campagne s'élèvent à 130 000 hommes faits prisonniers, 400 avions, 500 chars (parmi lesquels presque la totalité des 72 M11 et au moins 113 M13), 1 000 pièces d'artillerie et 1 500 véhicules.
Les M13 combattirent également en Grèce, sur un terrain difficile. Plus tard, en avril 1941, les M13 de la division Ariete prirent part au siège de Tobrouk, sans grand succès face aux Matildas britanniques.
La première action de M13 véritablement couronnée de succès eut lieu lors de la bataille de Bir el Gobi où, pour la première fois en 17 mois de combats en Afrique du Nord, les Italiens vainquirent les forces britanniques. De nombreuses raisons expliquent ce succès : l'Ariete y était nantie d'un fort soutien tant d'artillerie que d'infanterie, les Britanniques attaquaient (avec une unique brigade blindée), ne sachant pas qu'ils allaient faire face à toute une division blindée, et de fortes pluies étaient tombées récemment, rendant ainsi inopérant le principal avantage des chars britanniques, à savoir la vitesse élevée de leurs chars de cavalerie. Les pertes britanniques furent relativement lourdes, mais pas catastrophiques, tandis que les Italiens perdaient de nombreux chars et des pièces d'artillerie. Les chars anglais, après leur engagement contre les chars italiens, durent se replier, assaillis par les tirs d'artillerie.
Autre important facteur ayant conduit les Italiens à la victoire, le déploiement de batteries de défense côtière, armées de canons de 102 mm montés sur de vieux camions, tirant des munitions semi-antiblindages utilisables pour les tirs de DCA. Leurs servants n'eurent pas trop de mal à suivre les chars : ils détruisirent au moins 15 chars ennemis.

### Suite des combats
En avril 1941, quand arriva l'Afrikakorps, les Italiens alignaient environ 240 chars M13 et M14 en ordre de combat. L'apparition à la mi-1942 du M3 Lee-Grant armé de son canon de 75 mm, aux côtés du Crusader III (équipé de l'Ordnance QF 6 pounder de 57 mm), fut décisive quant au sort du M13/40. Les Britanniques dotèrent également leurs unités d'infanterie de l'Ordnance QF 6 pounder courant 1942. Cela contraignit les Italiens à solliciter de plus en plus leur artillerie, et à équiper au moins une compagnie par bataillon blindé de canons d'assaut Semovente 75/18, plus lourdement armés. Tentant d'améliorer la protection du char, de nombreux équipages empilaient des sacs de sable ou des segments de chenilles sur la coque de leur blindé, mais cela le rendait encore plus lent et augmentait le nombre de pannes.
La seconde bataille d'El Alamein vit la première apparition du M4 Sherman, alors que 230 M13 étaient encore en ligne. Pendant quelques jours de combats, les divisions Ariete et Littorio furent utilisées afin de couvrir la retraite des forces de l'Axe, et elles furent étrillées. La division Centauro fut pratiquement détruite durant les combats en Tunisie.

## Forces et faiblesses
Le M13/40 était un char léger tout ce qu'il y a de plus conventionnel au début du conflit, similaire en de nombreux points à d'autres modèles dérivés du Vickers 6-Ton, comme le 7TP polonais et le T-26 soviétique. Avec ses 13 tonnes, il présentait un blindage comparable à celui de ses adversaires de 1940-41, et sa puissance de feu était suffisante pour se confronter aux chars britanniques de cette période. Les munitions explosives de son canon principal étaient efficaces contre les canons et l'infanterie. La motorisation Diesel constituait un avantage, et la simplicité de son mode de production convenait à l'industrie italienne de l'époque.
Néanmoins, ce char avait aussi ses défauts. Le moteur Diesel lui conférait certes une bonne autonomie, mais sa fiabilité laissait à désirer. Le moteur du M13 était le même que celui du M11, mais le nouveau char était plus lourd, ce qui impliquait une vitesse plus faible et de plus gros efforts sur le moteur. Les suspensions et les chenilles étaient relativement fiables, mais pour des vitesses faibles, comparables à celles des chars d'infanterie comme le Matilda. Son armement, correct en 1940-41, devint rapidement insuffisant face à l'épaississement des blindages et à l'augmentation de la puissance de feu des chars alliés ou allemands. La méthode de construction, par rivetage de plaques d'acier, était dépassée. La plupart des chars de combat de l'époque étaient assemblée par soudure, les rivets étant susceptibles de sauter lors d'un impact, devenant des projectiles supplémentaires à l'intérieur de l'habitacle. La tourelle, prévue pour deux hommes, était en outre moins efficace que celles prévues pour trois hommes montées sur de nombreux autres chars de l'époque. De plus, la radio n'était pas montée de série, ce qui posait des problèmes pour la communication avec les autres chars ou l'infanterie.
Malgré les lourdes pertes et les nombreuses avaries, le M13 fut présent dans les rangs de l'Esercito durant toute la durée des opérations.

## Variantes
Le M14/41 est une variante de ce char, équipée d'un moteur plus puissant (145 ch) et de meilleurs filtres à air, destiné aux combats en Afrique du Nord. Le Semovente Comando M40 (et pas "commando") était un M13/40 dont la tourelle avait été remplacée par une large écoutille en plusieurs segments. La coque abritait des radios supplémentaires et d'autres dispositifs de communication.
Dernière évolution, la production du M15/42 débuta en 1943 ; il était équipé d'un meilleur moteur à essence et d'un canon 47/40 plus long. Le canon automoteur Semovente 75/18 fut quant à lui conçu en utilisant le châssis soit du M13/40 soit du M14/41.